# Vital de Oliveira
Vital Maria Gonçalves de Oliveira, O.F.M. Cap., (Pedras de Fogo, 27 de novembro de 1844 – Paris, 4 de julho de 1878) foi um frade capuchinho e bispo católico. Foi o 20.º bispo de Olinda. Está em processo de beatificação e canonização, sendo considerado Servo de Deus.

## Biografia
De nome de batismo Antônio Gonçalves de Oliveira Júnior, nascido no Sítio Jaqueira do Engenho Aurora, na época território do estado de Pernambuco, filho de Antônio Gonçalves de Oliveira e Antônia Albina de Albuquerque, recebeu a ordenação presbiteral no dia 2 de agosto de 1868, aos 23 anos. Dom Frei Vital Maria foi designado por Dom Pedro II, Imperador do Brasil, para ser bispo de Olinda, no dia 21 de maio de 1871, aos 26 anos, sendo preconizado pelo papa Pio IX a 22 de dezembro daquele mesmo ano.
Recebeu a sagração episcopal no dia 17 de março de 1872, pelas mãos de Dom Pedro Maria de Lacerda.

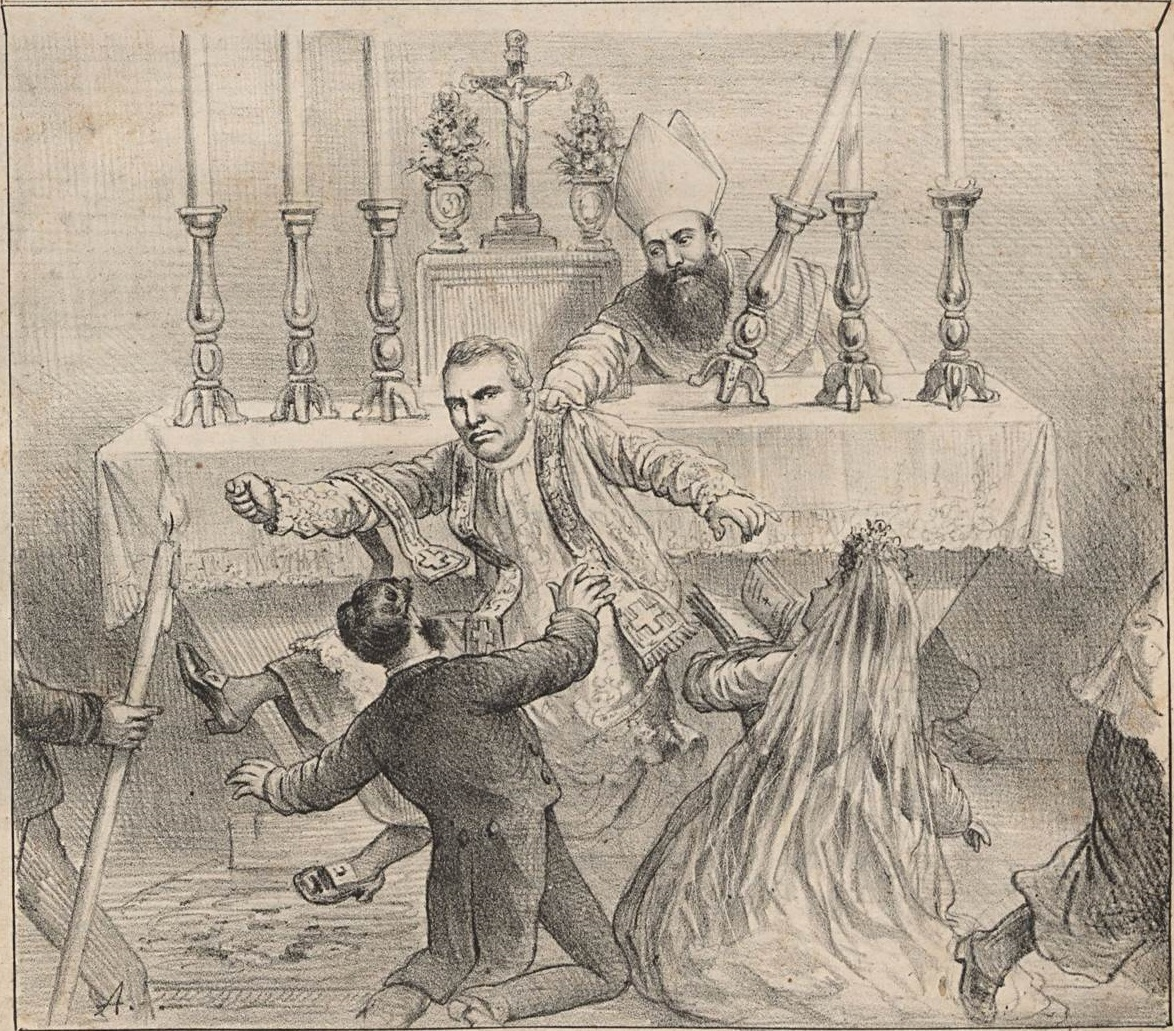
O Bispo de Olinda impedindo o Monsenhor Pinto de Campos de celebrar o casamento de um maçom. Charge de Angelo Agostini, publicada na Revista Illustrada (1876).

Foi protagonista, junto a Dom Antônio de Macedo Costa, na Questão Religiosa, conflito que aconteceu no Brasil de março de 1872 a setembro de 1875, entre a Igreja Católica e a Maçonaria, devido a sua oposição à influência maçônica em sua diocese. Chegou a ser preso em 1875, por ordens do Visconde do Rio Branco, maçom e presidente do conselho de ministros a época.
Foram prendê-lo no palácio, em Recife, um juiz, o chefe de polícia e um coronel da polícia. Quando o juiz entrou no palácio e bateu na porta do quarto do bispo, este saiu totalmente paramentado, com mitra e báculo, e assim foi preso. Mas quando chegaram à rua, os policiais viram que a multidão engrossava dando vivas ao bispo e ficaram com medo. Meteram-se num carro e levaram-no para o Arsenal de Marinha onde ficou preso à espera do navio que devia levá-lo ao Rio. Em Salvador, trocaram-no de navio para que chegasse ao Rio sem ser esperado. E no Rio foi logo encarcerado no Arsenal, embora com todo o respeito e conforto. Deve-se dizer que, em toda parte, no Recife, em Salvador, no Rio, multiplicavam-se as demonstrações de apreço, homenagem e protestos de outros bispos, do clero, do povo.
O Papa começou a protestar e escreveu ao Imperador do Brasil pedindo que libertasse os bispos, sem deixar de afirmar que eles se conduziram como deviam fazê-lo. O imperador parece não ter dado muita importância à carta do papa, mas o Duque de Caxias propôs ao imperador uma anistia. O imperador hesitava. Por razões políticas, caiu o gabinete do Visconde do Rio Branco e o Duque de Caxias foi chamado para sucedê-lo. Ele aceitou com a condição de conceder anistia aos bispos. Finalmente, o imperador teve que aceitar e, em 17 de setembro de 1875, decreta a anistia que liberta D. Vital e os demais presos. Logo em outubro D. Vital vai a Roma onde é recebido paternalmente e com alegria por Pio IX (o Papa, comovido, só o chamava de "Mio Caro Olinda", "Mio Caro Olinda")
Em 1874, foi defendido, na condição de advogados de defesa no Supremo Tribunal de Justiça, por Zacarias de Góis e Vasconcelos e Cândido Mendes de Almeida.
Regressou à Diocese em 6 de outubro de 1876 e foi recebido triunfalmente. Iniciou, com entusiasmo, suas atividades pastorais. No entanto, agravou-se seu estado de saúde e embarcou para a Europa, em busca de tratamento. Escreveu ao Papa, com sua renúncia à diocese, sem resultado. A medicina não conseguiu descobrir a enfermidade, que provocou misteriosos sintomas.
Dom Vital morreu em Paris, a 4 de julho de 1878. Ao receber o Viático, disse: “Perdoo de coração aos meus inimigos e ofereço a Deus o sacrifício da minha vida”. Monsenhor de Ségur, na oração fúnebre, por ocasião das exéquias, afirmou que Dom Vital morreu envenenado. Assim terminou esse triste episódio, que é denominado a “Questão Religiosa”. Com ela, foram dados os primeiros passos para a correção de graves obstáculos ao florescimento da vida da Igreja no Brasil. Foi o início de um despertar.
Seus restos mortais se encontram sepultados na Basílica da Penha, na cidade do Recife, no estado de Pernambuco, aos cuidados dos frades capuchinhos.

## Processo de beatificação de canonização
O processo de beatificação e canonização de Dom Frei Vital Maria Gonçalves de Oliveira foi aberto na Arquidiocese de Olinda e Recife. Os trabalhos foram intensificados e concluídos em 04 de julho de 2001 e a documentação foi remetida à Santa Sé. No ano de 2012 o arcebispo Dom Antônio Fernando Saburido, OSB, entregou a condução do Processo aos frades capuchinhos, irmãos de hábito do Servo de Deus. O postulador é o Frei Carlo Calloni (Postulador Geral dos Capuchinhos) e o vice-postulador é Frei Jociel Gomes. No momento, a causa encontra-se em trâmite na Congregação da Causa dos Santos e o vice-postulador está elaborando a positio. 

## Lema
| “ | Peçam-nos o sacrifício de nossos cômodos; peçam-nos o sacrifício de nossas faculdades, peçam-nos o sacrifício de nossa saúde; peçam-nos o sangue de nossas veias… Mas pelo santo amor de Deus não nos peçam o sacrifício de nossa consciência, porque nunca o faremos. Sic nos Deus adjuvet. Nunca! | ” |

| “ | Nenhum lutador mais impetuoso, mais tenaz e mais capaz que D. Vital, bispo de Olinda, e a impressão que este me deixou foi extraordinária | ” |

Iter para tutum.
"Cuidai para que meu caminho seja seguro". Trecho do cântico Ave Maris Stella, antiga oração dos navegantes dirigida à Virgem Maria antes de empreenderem uma viagem.

## Sucessão episcopal
Dom Frei Vital foi o 20.º bispo de Olinda, sucedeu a Dom Frei Francisco Cardoso Ayres e foi sucedido por Dom José Pereira da Silva Barros.